# Katrín Davíðsdóttir
Det är ett isländskt namn. Efternamnet är ett patronymikon, inte ett släktnamn; denna person tilltalas med förnamnet Katrin.
Katrín Tanja Davíðsdóttir född 10 maj 1993, är en professionell CrossFit- idrottare från Island, känd för sina sju framträdande i CrossFit Games. Hon är mästarinna för CrossFit Games 2015 och 2016. 
Hon är den andra kvinnan att uppnå bedriften att bli mästarinna två gånger, vilket landskvinnan Anníe Mist Þórisdóttir (Annie Thorisdottir) var den första att göra när hon vann både 2011 och 2012.

## CrossFit Games karriär
På Games 2015 vann Katrin endast det sista eventet, Pedal to the metal 2. Det räckte för att komma före landskvinnan Ragnheiður Sara Sigmundsdóttir som hade varit på första plats när de gick in i de två sista eventen.
Katrin missade kvalificeringen för Games 2014 på grund av en relativt dålig prestation på Europas regionala tävling event 5 som var en kombination av benlösa repklättringar och spurter. Hon slutade topp 10 på varje regionalt evenemang förutom denna vilket gjorde att hon sjönk till 24:e plats. Till sist var det endast 9 poäng som separerade Katrin från den sista i kvalplatsen som Europaregionen hade och den tredje rankade norskan Kristin Holte. 
Att missa kvalificeringen 2014 var ett avgörande ögonblick som hjälpte Katrin att komma tillbaka till Games och vinna 2015.
Not making it last year affected me a lot, and I think that is a differentiator. I started working more closely with my coach, Ben Bergeron, and he not only got me the fittest that I've ever been, but he got my mental game to a whole other level. And I think that's the biggest thing. We can all work out and we're all fit, but this year I've been working so much on my mental approach and just staying in that mental mind game, staying focused on yourself, and only the next task at hand.
— Katrín Davíðsdóttir, intervju publicerad på ESPN.com.

### CrossFit resultat
| År   | Games | Regionala | Open  |
| 2012 | 30:e  | 2:e       | 21:e  |
| 2013 | 24:e  | 3:e       | 37:e  |
| 2014 | -     | 6:e       | 122:e |
| 2015 | 1:e   | 2:e       | 14:e  |
| 2016 | 1:e   | 1:e       | 14:e  |
| 2017 | 5:e   | 2:e       | 10:e  |
| 2018 | 3:e   | 1:e       | 8:e   |
| 2019 | 4:e   | 1:e       | 14:e  |

## Träningsbakgrund
Katrin har 10 års erfarenhet av att träna gymnastik och 1 års tävlingerfarenhet inom friidrott. Hon började träna CrossFit när hon var 18 år, i September 2011. Hennes första pass hölls av Annie Mist Þórisdóttir, i Katrins tidigare box, CrossFit Reykjavik, som ligger i Reykjavik Island. Hon har även tränat på Crossfit Stodin, Reykjavik.  Katrin och Annie Mist Þórisdóttir har varit träningspartners och mötts i CrossFit Games. För tillfället tränar Katrin på CrossFit New England i USA, med coach Ben Bergeron. 

## Biografi
Katrin gav ut boken “My journey to becoming a two time crossfit games champion” 
2019-08-01. Boken handlar om Katrin och är fokuserad på träning, målsättning, näring och mental tuffhet. Den är skriven på engelska. 

## Privatliv
Katrins farfar är Helgi Ágústsson, Islands tidigare ambassadör för USA. 